# Châtillon-le-Duc
Châtillon-le-Duc är en kommun i departementet Doubs i regionen Bourgogne-Franche-Comté i östra Frankrike. Kommunen ligger i kantonen Marchaux som tillhör arrondissementet Besançon. År 2022 hade Châtillon-le-Duc 2 025 invånare.

## Befolkningsutveckling
Antalet invånare i kommunen Châtillon-le-Duc
Referens:INSEE